# NGC 3864
NGC 3864 (również PGC 36620) – galaktyka spiralna (Sa), znajdująca się w gwiazdozbiorze Lwa. Odkrył ją Édouard Jean-Marie Stephan 23 marca 1884 roku.